# Лакомський Віктор Йосипович
Ві́ктор Йо́сипович Ла́комський (11 жовтня 1926 — 5 січня 2014) — український фахівець у галузі металургії, доктор технічних наук (1969), професор (1972), член-кореспондент НАН України (1992), заслужений діяч науки і техніки України (1998), лауреат Державної премії УРСР (1980) та премії ім. Є. Патона НАН України (2006).

## Життєпис
Народився 1926 року в місті Краматорськ. З 1950 року закінчив Запорізький машинобудівельний інститут.
Працював протягом 1950—1957 років в Фізико-механічний інститут імені Г. В. Карпенка НАН України|Інституті машинознавства та с/г механіки АН УРСР.
В 1957—1975 та 1979—2014 роках — у Інституті електрозварювання НАН України. З 1957 по 1967 рік — завідувач лабораторії газового аналізу, протягом 1967—1975 років — завідувач відділу плазмової металургії.
В 1975—1979 роках — заступник директора з наукової роботи «УкрНДІспецсталь».
В 1979—1997 роках — завідувач відділу плазмових технологій, головний науковий співробітник (1997—2014) Інституту електрозварювання НАН України.
Наукові зацікавлення: процеси взаємодії газів у плазмовому стані з перегрітим рідким металом.
Створив
- кілька методик визначення вмісту мікрогазових домішок у металах зварювальних швів
- спосіб спеціальної електрометалургії — плазмоводуговий переплав.

Відкрив явище електричного поглинання газів дугової атмосфери металом катода при електродуговому зварюванні.
Розробив нові невитратні оксидні катоди електричної зварювальної дуги, що працюють на повітрі.
Брав участь у розробленні способів плазмоводугового зварювання металів з різними вуглецевими матеріалами (без захисту місця зварювання) — це дозволило вперше створити зварні високоамперні контакти.
Досліджував роботу електродних шахтних печей для виробництва електродного термоантрациту.
Лауреат Державної премії УРСР 1980 року — «Розробка основ, створення і впровадження у промисловість технології та обладнання для плазмодугової виплавки злитків сталей і сплавів із заготовок та некомпактної шихти» — у складі колективу: Асоянц Григорій Баградович, Григоренко Георгій Михайлович, Забарило Олег Семенович, Клюєв Михайло Маркович, Прянишников Ігор Степанович, Торхов Геннадій Федорович, Феофанов Лев Петрович (посмертно), Чвертко Анатолій Іванович, Шехтер Семен Якович.
Серед робіт:
- «Гази в чавунах», 1959
- «Електрошлаковий переплав», 1970 (співавтор)
- «Плазменно-дуговий переплав», 1971
- «Електрошлакова виплавка та рафінування металів», 1982 (співавтор)
- «Сучасні способи виробництва злитків особливо високої якості», 1987 (співавтор)
- «Взаємодія діатомних газів з рідкими металами при високих температурах», 1992
- «Оксидні катоди електричної дуги», 1997
- «Induction Melting with Ingot Formation in a Sectional Mould», 1999 (співавтор)
- «Плазменно-дугове зварювання вуглецевих матеріалів з металами», 2004
- «Електричні та електроконтактні властивості електродного термоантрацита», 2008
- «Зварювальні електричні контакти різнорідних провідників» 2011 (співавтор).

Серед патентів: «Піч для електрокальцинації антрациту (варіанти)», 2005, співавтори Биковець Володимир Володимирович, Бондаренко Анатолій Васильович, Кириленко Василь Петрович, Кутузов Сергій Володимирович, Лебедєв Володимир Олександрович, Патон Борис Євгенович, Петров Борис Федорович, Пічак Володимир Григорович, Хроменков Сергій Михайлович, Якуб Ігор Михайлович.
Помер 2014 року в місті Київ.